# Norwegischer Fußballpokal der Männer 1926
Der norwegische Fußballpokal 1926 (kurz auch NM-Cup 1926 genannt) war die 25. Austragung des Fußballpokalwettbewerbs der Männer. Pokalsieger wurde Odds BK. Das Team setzte sich im Finale gegen den FK Ørn durch.

## 1. Runde
| Datum      |                          | Ergebnis  |                     |
| ---------- | ------------------------ | --------- | ------------------- |
| 15.08.1926 | IL Bergmann              | 1:8       | Tynset IF           |
|            | Brann Bergen             | 11:00     | IL Brodd            |
|            | Bygdø BK                 | 1:2       | SK Gjøa             |
|            | SK Djerv                 | 3:1       | SK Hardy            |
|            | FK Donn                  | 5:2       | FK Vigør            |
|            | Eidsvold IF              | 1:5       | Frigg Oslo FK       |
|            | Fagforeningenes IL Hamar | 2:6       | Vålerenga Oslo      |
|            | SK Falk Horten           | 1:3       | Mjøndalen IF        |
|            | Flekkefjord FK           | 2:2 n. V. | SK Ulf              |
|            | Fram Larvik              | 6:1       | SFK Lyn Oslo        |
|            | FK Fremad Lillehammer    | 2:3       | Dokken IL           |
|            | IF Fremad Filtvedt       | 3:8       | Drøbak IF           |
|            | Geithus IL               | 1:1 n. V. | Haugsund IF         |
|            | FK Lyn                   | 7:1       | SFK Mercantile Oslo |
|            | IL Hødd                  | 1:5       | Aalesunds FK        |
|            | Jessheim TIF             | 1:0       | Bøn FK              |
|            | SK Kampørn               | 0:4       | SBK Drafn           |
|            | Kongsberg IF             | 1:2       | SK Snøgg            |
|            | Kongsvinger IL           | 3:0       | Fet IL              |
|            | Kragerø IF               | 1:8       | Urædd FK            |
|            | Kristiansund FK          | 2:1       | IL Braatt           |
|            | Kråkstad IL              | 0:5       | Lisleby FK          |
|            | Kvik Halden FK           | 5:2       | Drammens BK         |
|            | FK Kvik Trondheim        | 13:0      | IL Blink            |
|            | Lillestrøm SK            | 3:6       | IF Ready            |
|            | IF Liv                   | 3:2       | Hadelands Kvik      |
|            | Moss FK                  | 8:0       | Hølen IK            |
|            | Nordstrand IF            | 01:16     | Strømsgodset IF     |
|            | FK Norrøna               | 1:4 n. V. | Torp IF             |
|            | Odds BK                  | 10:00     | Agnes IL            |
|            | IF Pors                  | 9:2       | SK Freidig          |
|            | Ranheim IL               | 2:1       | SK Freidig          |
|            | SK Rapp                  | 2:4       | Neset FK            |
|            | SK Rollon                | 4:0       | Molde FK            |
|            | Roy IL                   | 3:3 n. V. | Ekeberg SK          |
|            | Sandefjord BK            | 1:0       | Vikersund IF        |
|            | SBK Skiold               | 2:4       | Fredrikstad FK      |
|            | Skotfoss TIF             | 2:1       | Rjukan IL           |
|            | Solbergelven SK          | 4:5       | Holmestrand IF      |
|            | Stabæk IF                | 2:7       | FK Ørn              |
|            | Stange SK                | 1:0       | Brumunddal AIL      |
|            | Start Kristiansand       | 1:3       | IK Grane Arendal    |
|            | Stavanger IF             | 5:0       | FK Vidar            |
|            | IL Sverre                | 4:3 n. V. | Namsos IL           |
|            | Steinkjer FK             | 2:6       | SK Brage            |
|            | Strinden IL              | 3:3 n. V. | SK Tryggkameratene  |
|            | Ski IL                   | 6:1       | Hafslund IF         |
|            | IL Tell                  | 2:2 n. V. | Ulefoss SF          |
|            | SFK Trygg Oslo           | 0:9       | Sarpsborg FK        |
|            | Trysilgutten IL          | 00:12     | Hamar IL            |
|            | IF Tønsberg-Kameratene   | 2:6       | Storms BK           |
|            | SK Vard Haugesund        | 5:0       | Stord IL            |
|            | FBK Voss                 | 2:1 n. V. | Minde IL            |
|            | Østsiden IL              | 6:1       | Hasle FK            |
|            | Larvik Turn              | Freilos   |                     |
|            | Viking Stavanger         | Freilos   |                     |

### Wiederholungsspiele
| Datum      |             | Ergebnis |                    |
| ---------- | ----------- | -------- | ------------------ |
| ??.??.1926 | Haugsund IF | 2:4      | Geithus IL         |
|            | Strinden IL | 4:2      | SK Tryggkameratene |
|            | Ulefoss SF  | 5:1      | IL Tell            |
|            | SK Ulf      | 1:0      | Flekkefjord FK     |
|            | Ekeberg SK  | 5:2      | Roy IL             |

## 2. Runde
| Datum      |                  | Ergebnis  |                   |
| ---------- | ---------------- | --------- | ----------------- |
| 22.08.1926 | Brann Bergen     | 7:3       | SK Vard Haugesund |
|            | SK Brage         | 6:2       | Kristiansund FK   |
|            | Dokken IL        | 1:3       | FK Lyn            |
|            | SBK Drafn        | 10:00     | Jessheim TIF      |
|            | Fredrikstad FK   | 8:1       | Ski IL            |
|            | Frigg Oslo FK    | 3:2       | SK Djerv          |
|            | IK Grane Arendal | 2:3       | IF Pors           |
|            | Hamar IL         | 3:0       | Stange SK         |
|            | Holmestrand IF   | 3:1       | Ekeberg SK        |
|            | Kongsvinger IL   | 0:3       | SK Gjøa           |
|            | Larvik Turn      | 9:0       | Geithus IL        |
|            | Lisleby FK       | 0:2 n. V. | Fram Larvik       |
|            | IF Liv           | 0:4       | Strømsgodset IF   |
|            | Mjøndalen IF     | 7:2       | Skotfoss TIF      |
|            | Moss FK          | 7:0       | Drøbak IF         |
|            | Neset FK         | 4:1       | IL Sverre         |
|            | Sandefjord BK    | 1:3       | Kvik Halden FK    |
|            | Sarpsborg FK     | 3:2       | Torp IF           |
|            | SK Snøgg         | 0:7       | Odds BK           |
|            | Stavanger IF     | 7:0       | SK Ulf            |
|            | Storms BK        | 5:1       | Ulefoss SF        |
|            | Ranheim IL       | 5:5 n. V. | Strinden IL       |
|            | Tynset IF        | 0:7       | FK Kvik Trondheim |
|            | Urædd FK         | 4:1       | FK Donn           |
|            | FBK Voss         | 0:5       | Viking Stavanger  |
|            | Vålerenga Oslo   | 5:3       | SK Rollon         |
|            | FK Ørn           | 6:0       | Østsiden FK       |
|            | Aalesunds FK     | 4:0       | IF Ready          |

### Wiederholungsspiel
| Datum      |             | Ergebnis |            |
| ---------- | ----------- | -------- | ---------- |
| 29.08.1926 | Strinden IL | 1:4      | Ranheim IL |

## 3. Runde
| Datum      |                   | Ergebnis  |                |
| ---------- | ----------------- | --------- | -------------- |
| 05.09.1926 | SK Brage          | 2:1       | Ranheim IL     |
|            | Brann Bergen      | 4:1       | FK Lyn         |
|            | Fram Larvik       | 1:0       | Sarpsborg FK   |
|            | Fredrikstad FK    | 6:0       | Vålerenga Oslo |
|            | SK Gjøa           | 4:2       | Stavanger IF   |
|            | Hamar IL          | 4:2       | Neset FK       |
|            | FK Kvik Trondheim | 0:3       | SBK Drafn      |
|            | Moss FK           | 2:0       | Kvik Halden FK |
|            | Odds BK           | 5:0       | Holmestrand IF |
|            | IF Pors           | 1:3       | Larvik Turn    |
|            | Storms BK         | 3:0       | Frigg Oslo FK  |
|            | Strømsgodset IF   | 2:2 n. V. | Urædd FK       |
|            | Viking Stavanger  | 0:0 n. V. | Mjøndalen IF   |
|            | FK Ørn            | 5:0       | Aalesunds FK   |

### Wiederholungsspiele
| Datum      |              | Ergebnis |                  |
| ---------- | ------------ | -------- | ---------------- |
| 12.09.1926 | Mjøndalen IF | 7:1      | Viking Stavanger |
|            | Urædd FK     | 2:0      | Strømsgodset IF  |

## 4. Runde
| Datum      |              | Ergebnis  |                |
| ---------- | ------------ | --------- | -------------- |
| 12.09.1926 | SK Brage     | 0:2 n. V. | Fredrikstad FK |
|            | Larvik Turn  | 0:5       | SBK Drafn      |
|            | Moss FK      | 2:1       | Fram Larvik    |
|            | Storms BK    | 1:1 n. V. | SK Gjøa        |
|            | FK Ørn       | 5:1       | Hamar IL       |
| 19.09.1926 | Urædd FK     | 3:1       | Mjøndalen IF   |
|            | Brann Bergen | Freilos   |                |
|            | Odds BK      | Freilos   |                |

### Wiederholungsspiel
| Datum      |         | Ergebnis |           |
| ---------- | ------- | -------- | --------- |
| 19.09.1926 | SK Gjøa | 0:1      | Storms BK |

## Viertelfinale
| Datum      |           | Ergebnis  |                |
| ---------- | --------- | --------- | -------------- |
| 26.09.1926 | SBK Drafn | 1:0 n. V. | Fredrikstad FK |
|            | Storms BK | 1:2       | Odds BK        |
|            | Urædd FK  | 1:0       | Brann Bergen   |
|            | FK Ørn    | 2:0 n. V. | Moss FK        |

## Halbfinale
| Datum      |           | Ergebnis  |          |
| ---------- | --------- | --------- | -------- |
| 03.10.1926 | SBK Drafn | 1:2       | FK Ørn   |
|            | Odds BK   | 2:2 n. V. | Urædd FK |

### Wiederholungsspiel
| Datum      |          | Ergebnis |         |
| ---------- | -------- | -------- | ------- |
| 10.10.1926 | Urædd FK | 0:3      | Odds BK |

## Finale
| Odds BK                                     | Odds BK | FK Ørn | FK Ørn |
| ------------------------------------------- | --- | --- | ------ |
| Odds BK                                     | \| Finale \| \| 17. Oktober 1926 in Oslo (Ullevaal-Stadion) \| \| Ergebnis: 3:0 (1:0) \| \| Zuschauer: 16.000 \| \| Schiedsrichter: Finn Grefnerg \| \| Spielbericht \|                          | \| Finale \| \| 17. Oktober 1926 in Oslo (Ullevaal-Stadion) \| \| Ergebnis: 3:0 (1:0) \| \| Zuschauer: 16.000 \| \| Schiedsrichter: Finn Grefnerg \| \| Spielbericht \| | FK Ørn |
| Odds BK                                     | Gunnar Christensen – Erling Lunde, Thaulow Goberg – Tidemand Nilsen, Sigurd Eek, Ronald Haakonsen – Olav Gundersen, Haakon Haakonsen, Bertel Ulrichsen, Einar Gundersen, Martinius Kristoffersen | | FK Ørn |
| Odds BK                                     | 1:0 Bertel Ulrichsen (14.) 2:0 Bertel Ulrichsen (30.) 3:0 Bertel Ulrichsen (55.) | | FK Ørn |
| Finale                                      | | |        |
| 17. Oktober 1926 in Oslo (Ullevaal-Stadion) | | |        |
| Ergebnis: 3:0 (1:0)                         | | |        |
| Zuschauer: 16.000                           | | |        |
| Schiedsrichter: Finn Grefnerg               | | |        |
| Spielbericht                                | | |        |